# Llista de videojocs de Nintendo Switch

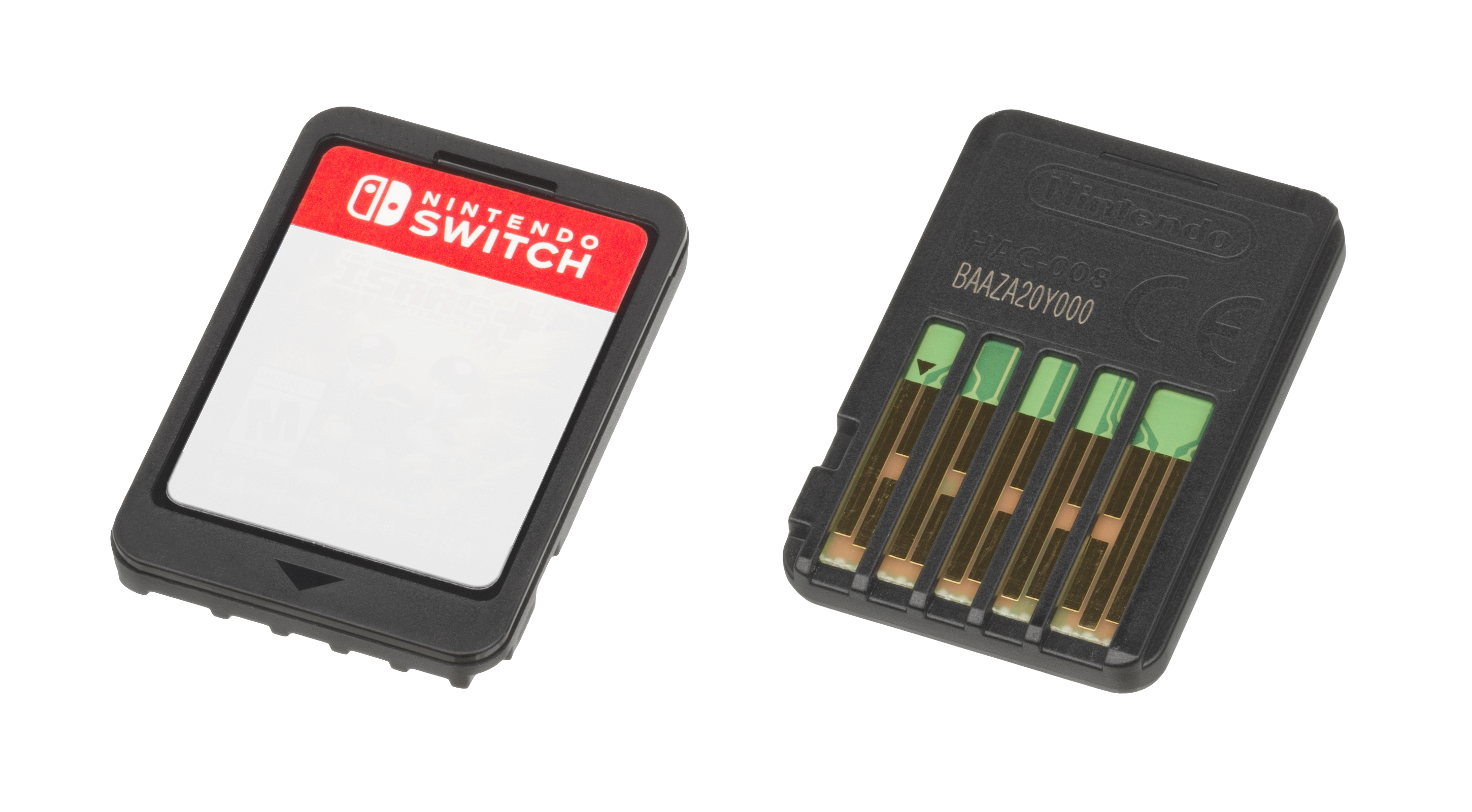
Anvers i revers d'una targeta de joc

Açò és una llista de videojocs de Nintendo Switch ordenable per la data de llançament (any, mes i dia) i nom del joc global —o, en cas de no haver-n'hi, els europeus, estatunidencs o japonesos—, fabricant, gènere, format i qualificació per edats segons la PEGI.
La Nintendo Switch suporta tant jocs físics com digitals. Els jocs físics es venen en targetes de memòria que es poden col·locar dins la ranura de la consola. Els jocs digitals es poden comprar mitjançant la Nintendo eShop i emmagatzemar dins les 32 GB de memòria interna o en una targeta microSDXC.
La Switch no té restriccions regionals, raó per la qual les targetes de joc són compatibles en tot el món. Tot i la naturalesa portàtil de la consola, els jocs de la Switch tenen un preu estàndard de 60 dòlars (±56 €).

## Jocs més venuts
Els deu jocs més venuts fins al 31 de març del 2025 són:
1. Mario Kart 8 Deluxe (681200.000 d'unitats)
2. Animal Crossing: New Horizons (47,82 milions)
3. Super Smash Bros. Ultimate (36,24)
4. The Legend of Zelda: Breath of the Wild (32,81)
5. Super Mario Odyssey (29,28)
6. Pokémon Scarlet i Pokémon Violet (26,79) ↑
7. Pokémon Sword i Pokémon Shield (26,72) ↓
8. The Legend of Zelda: Tears of the Kingdom (21,73)
9. Super Mario Party (21,16)
10. New Super Mario Bros. U Deluxe (18,25)

Altres jocs que figuraren entre els deu més venuts foren Ring Fit Adventure (15,38 milions en juny del 2023);
Pokémon Brilliant Diamond i Pokémon Shining Pearl (14,92 en setembre del 2022);
Pokémon: Let's Go, Pikachu! i Pokémon: Let's Go, Eevee! (14,81 fins al 2022);
Splatoon 2 (12,68 milions al setembre del 2021);
Luigi's Mansion 3 (7,83), Super Mario Maker 2 (5,48), Super Mario 3D All-Stars (5,21), The Legend of Zelda: Link's Awakening (4,38), 1-2-Switch (3,01), Mario Tennis Aces (2,75), Kirby: Star Allies (2,56) i Donkey Kong: Tropical Freeze (2,25)

## Llista
| exclusius de Switch   |
| exclusius de Nintendo |
| llançaments globals   |

Els títols de la sèrie Arcade Archives i ACA NeoGeo (ports de recreatives com Mario Bros. i jocs de NeoGeo com Fatal Fury, Metal Slug o The King of the Fighters), publicats ara per Hamster, apareixen llistats pel nom original.
| #   | data     | títol                                                  | empreses           | gènere         | format  |    | %  | MB        | acc.          |
| --- | -------- | ------------------------------------------------------ | ------------------ | -------------- | ------- | -- | -- | --------- | ------------- |
| 1   | 17-03-03 | 1-2-Switch                                             | Nintendo           | festa          | ambdós  | 7  | 58 | 1.431     |               |
| 3   | 17-03-03 | Snipperclips                                           | Nintendo           | intel·ligència | digital | 3  | 80 | 1.512     |               |
| 6   | 17-05-26 | Ultra Street Fighter II: The Final Challengers         | Capcom             | mà a mà        | ambdós  | 12 | 66 | 2.828     | motion        |
| 7   | 17-06-16 | Arms                                                   | Nintendo           | mà a mà        | ambdós  | 12 | 77 | 3.323     |               |
| 10  | 17-10-27 | Super Mario Odyssey                                    | Nintendo           | plataformes    | ambdós  | 7  | 97 | 6.564,09  | amiibo        |
| 20  | 17-08-29 | Mario + Rabbids Kingdom Battle                         | Ubisoft            | aventura       | ambdós  | 7  | 85 |           |               |
| 63  | 18-06-22 | Mario Tennis Aces                                      | Nintendo           | tenis          | ambdós  | 3  | 75 | 5.631,90  |               |
| 70  | 19-06-28 | Super Mario Maker 2                                    | Nintendo           | plataformes    | ambdós  | 3  | 88 | 3.027,24  |               |
| 71  | 19-07-19 | Marvel Ultimate Alliance 3: The Black Order            | Team Ninja         | rol            | ambdós  | 12 | 73 | 16.305,36 |               |
| 72  | 19-07-26 | Titans Pinball                                         | Super PowerUp      | pinball        | digital | 3  | 00 | 244,32    |               |
| 73  | 19-08-01 | Sudoku Relax 2 Summer Waves                            | G-mode             | trencacaps     | digital | 3  | 00 | 59,77     |               |
| 74  | 19-09-05 | Super Kirby Clash                                      | HAL Laboratory     | acció          | digital | 3  | 74 | 1.126     | amiibo        |
| 75  | 19-10-18 | Ring Fit Adventure                                     | Nintendo           | deport         | targeta | 7  | 82 | 2.900     |               |
| 76  | 19-10-31 | Luigi's Mansion 3                                      | Nintendo           | aventura       | ambdós  | 7  | 86 | 6.547     |               |
| 77  | 19-11-05 | Mario & Sonic at the Olympic Games: Tokyo 2020         | Sega               | deports        | ambdós  | 7  | 69 | 6.574     |               |
| 78  | 19-11-15 | Pokémon Sword                                          | Nintendo           | rol            | ambdós  | 7  | 80 | 9.770     |               |
| 79  | 19-11-15 | Pokémon Shield                                         | Nintendo           | rol            | ambdós  | 7  | 80 | 9.770     |               |
| 80  | 20-03-06 | Pokémon Mistery Dungeon: Rescue Team DX                | Nintendo           | roguelike      | ambdós  | 7  | 70 | 2.220     |               |
| 81  | 20-03-20 | Animal Crossing: New Horizons                          | Nintendo           | simulació      | ambdós  | 3  | 91 | 6652      | amiibo        |
| 82  | 21-10-08 | Metroid Dread                                          | Nintendo           | metroidvania   | ambdós  | 12 | 88 | 4259      | amiibo        |
| 83  | 22-10-28 | Bayonetta 3                                            | Nintendo           | hack 'n' slash | ambdós  | 16 | 88 | 14162     |               |
| 86  | 23-05-12 | The Legend of Zelda: Tears of the Kingdom              | Nintendo           | món obert      | ambdós  | 12 | 95 | 16.684    |               |
| 87  | 17-03-03 | The Legend of Zelda: Breath of the Wild                | Nintendo           | món obert      | ambdós  | 12 | 97 | 14.766    | amiibo        |
| 89  | 17-04-28 | Mario Kart 8 Deluxe                                    | Nintendo           | carreres       | ambdós  | 3  | 92 |           |               |
| 94  | 17-09-27 | Mario Bros.                                            | Hamster            | plataformes    | digital | 3  | 71 | 92        | [ 36 ] [ 37 ] |
| 98  | 18-05-04 | Donkey Kong Country: Tropical Freeze                   | Nintendo           | plataformes    | ambdós  | 3  | 86 | 7.186,94  |               |
| 99  | 19-01-11 | New Super Mario Bros. U Deluxe                         | Nintendo           | plataformes    | ambdós  | 3  | 80 | 2.696,94  |               |
| 101 | 20-09-18 | Super Mario 3D All-Stars                               | Nintendo           | acció          | ambdós  | 7  | 82 | 5.013     | amiibo        |
| 102 | 19-09-20 | The Legend of Zelda: Link's Awakening                  | Nintendo           | aventura       | ambdós  | 7  | 88 | 6.282,02  |               |
| 103 | 21-02-12 | Super Mario 3D World + Bowser's Fury                   | Nintendo           | acció          | ambdós  | 7  | 89 | 3.041     | amiibo        |
| 104 | 21-05-21 | Miitopia                                               | Nintendo           | rol            | ambdós  | 7  | 71 | 3.125     | amiibo        |
| 105 | 17-03-03 | Just Dance 2017                                        | Ubisoft            | ritme          | ambdós  | 3  | 72 |           |               |
| 136 | 17-09-21 | Art of Fighting                                        | Hamster            | lluita mà a mà | digital | 12 | 00 |           |               |
| 152 | 17-11-14 | L.A. Noire                                             | Rockstar           | aventura       | ambdós  | 18 | 79 |           |               |
| 164 | 18-01-11 | Art of Fighting 2                                      | Hamster            | lluita mà a mà | digital | 12 | 00 |           |               |
| 171 | 18-02-08 | Crazy Climber                                          | Hamster            | acció          | digital | 3  | 00 |           |               |
| 191 | 19/09/27 | Dragon Quest                                           | Square Enix        | rol            | digital | 7  | 63 | 194       |               |
| 192 | 17/03/03 | Super Bomberman R                                      | Konami             | trencacaps     | ambdós  | 7  | 62 | 3.931     | [ 55 ] [ 56 ] |
| 193 | 21/06/09 | Alba: A Wildlife Adventure                             | Ustwo / Plug In    | aventura       | digital | 3  | 80 | 642       | [ 57 ] [ 58 ] |
| 194 | 22/06/16 | Teenage Mutant Ninja Turtles: Shredder's Revenge       | DotEmu/Tribute     | beat 'em up    | digital | 12 | 87 | 992       | [ 59 ] [ 60 ] |
| 195 | 22-08-30 | Teenage Mutant Ninja Turtles: The Cowabunga Collection | Konami/Nickelodeon | acció          | ambdós  | 12 | 83 | 2.971     | [ 61 ] [ 62 ] |
| #   | A/m/d    | títol                                                  | empresa            | gènere         | format  |    | %  | MB        | acc.          |